# بيجو 504
بيجو 504 هي سيارة من شركة بيجو الفرنسية، وهي لا تصنع حاليا (تم تصنيعها بين الأعوام 1968 و1983) وقد استمر إنتاجها حتى سنة 2005 في كينيا، ونيجيريا.

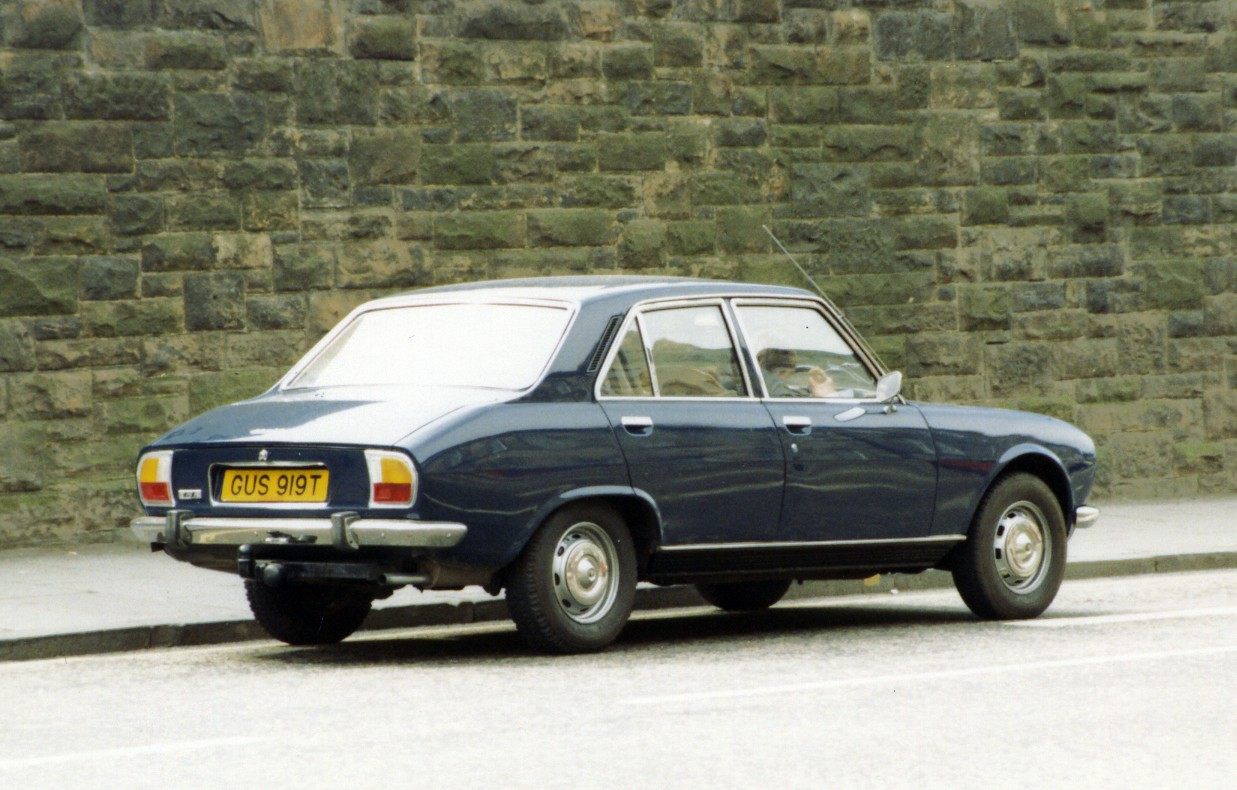
بيجو 504

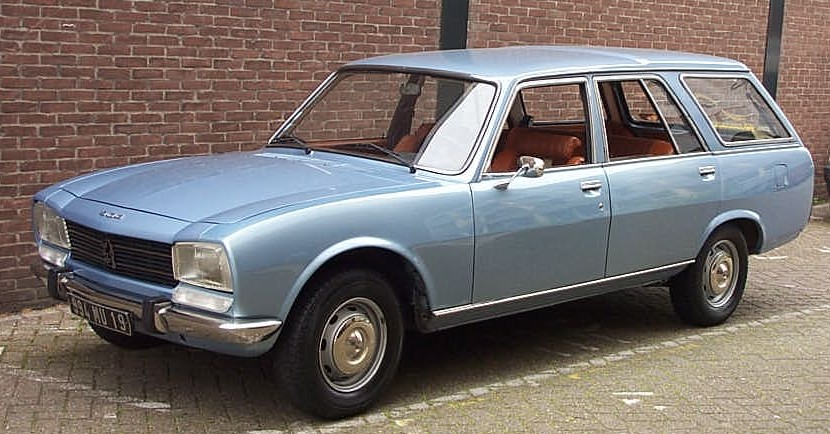
بيجو 504 نموذج عائلي

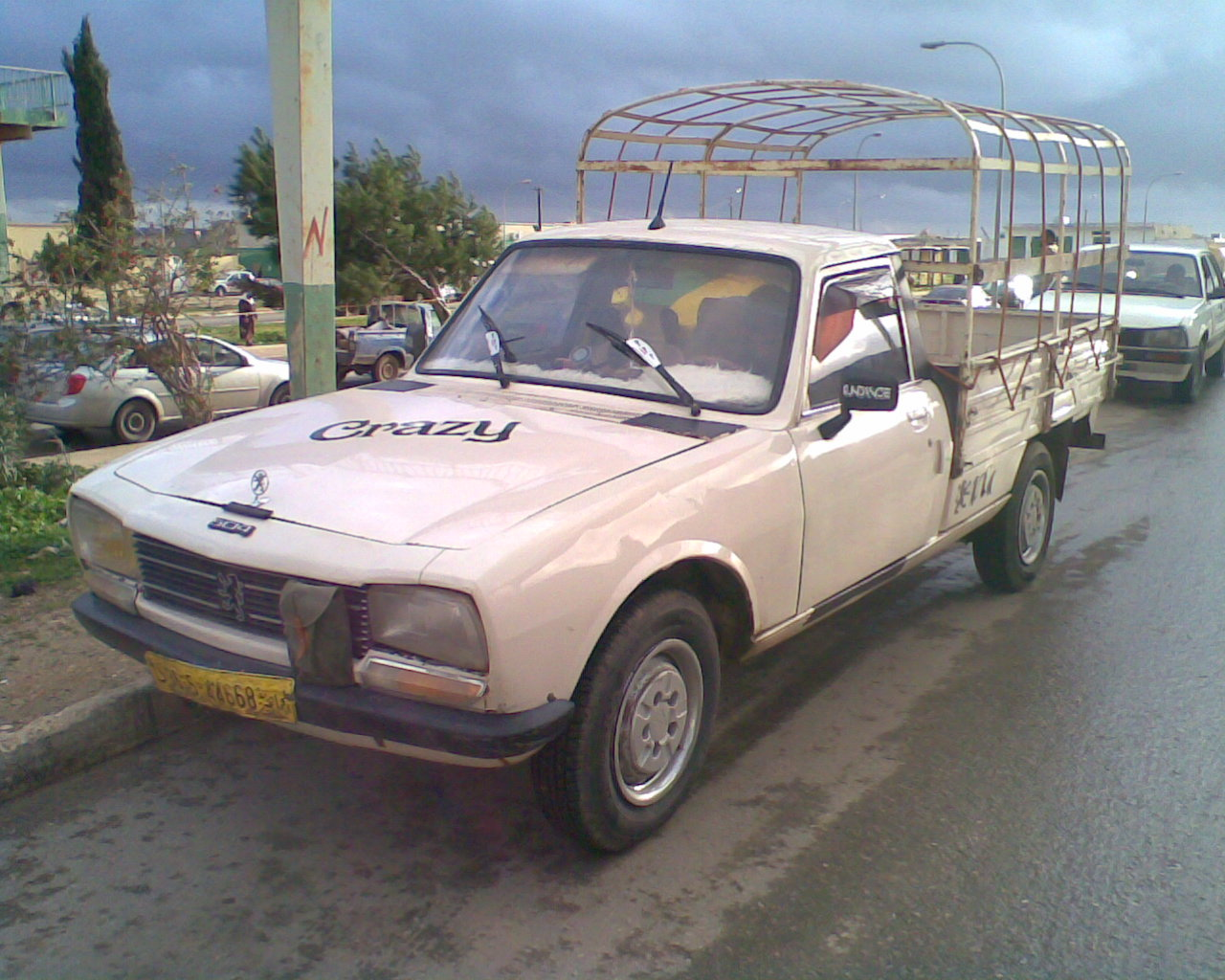
بيجو 504 نموذج شاحنة

وقد بلغت اماكن لم تستطع حتى سيارة الاند روفر بلوغها وقد تم استخدامها في الراليات والصحاري لكونها أحد اصلب السيارات وتستعمل حاليا في الأعمال الصعبة مثلا نقل البضائع (نسخة البيكاب) والاشخاص (الصالون).

## معرض صور

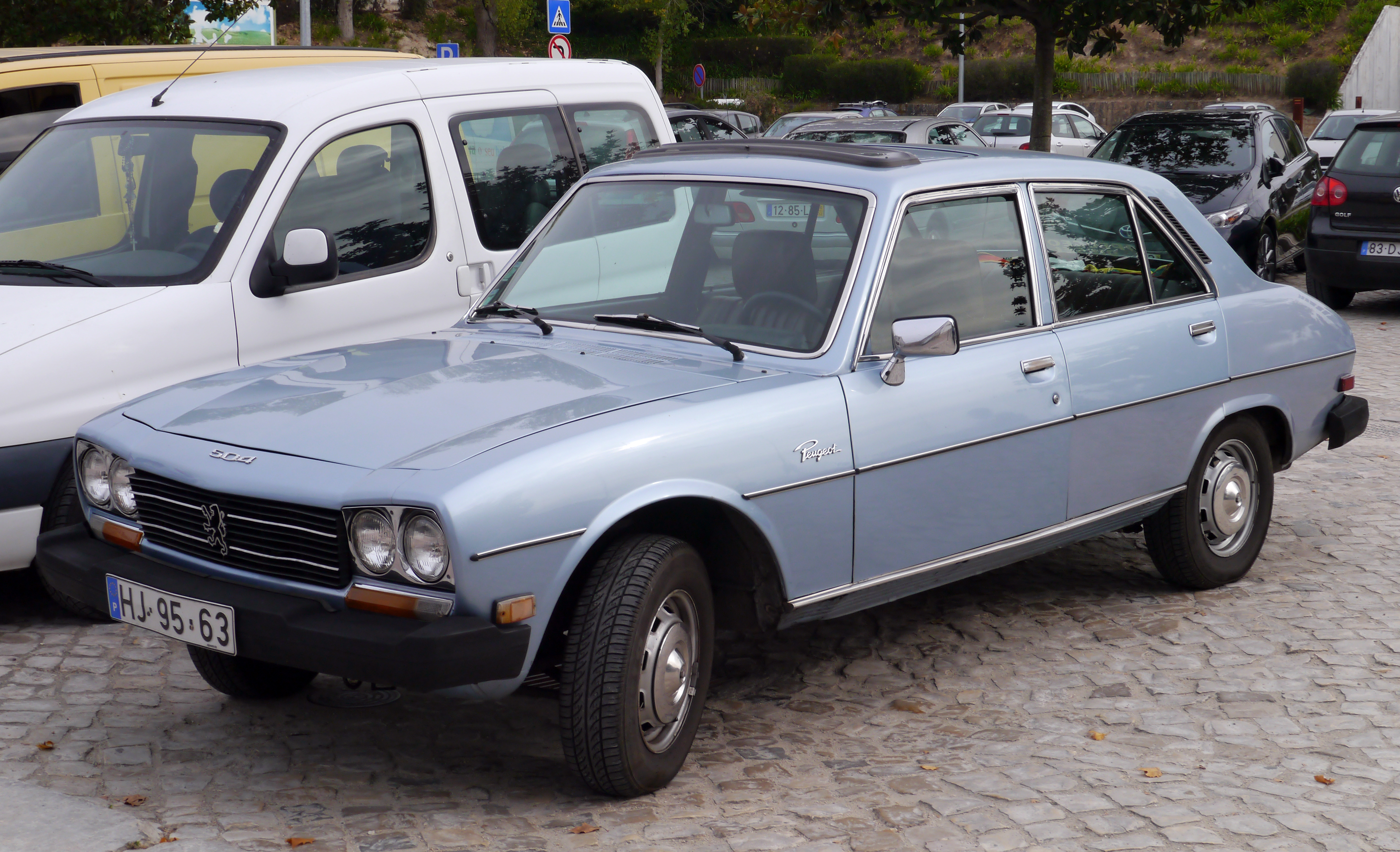
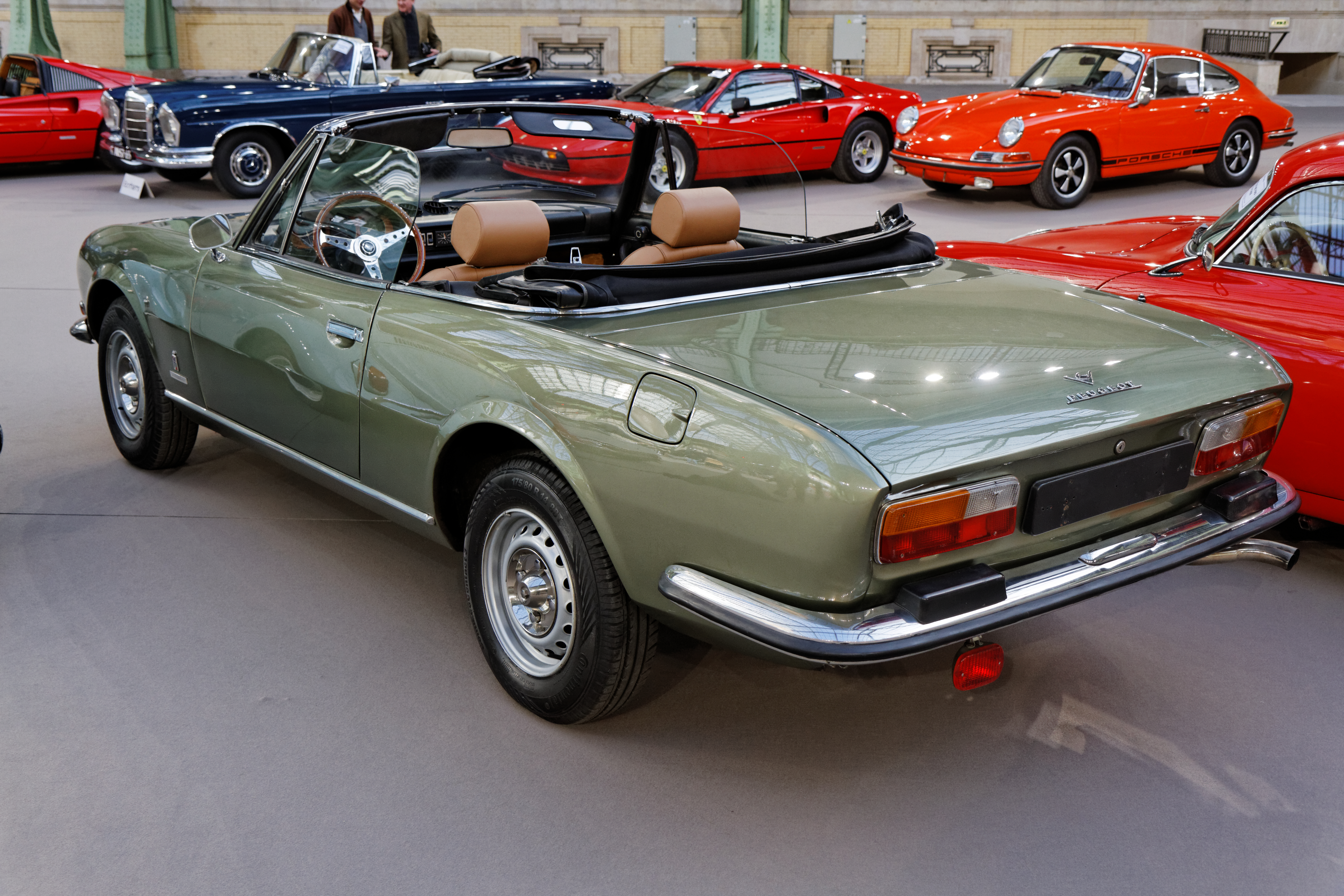
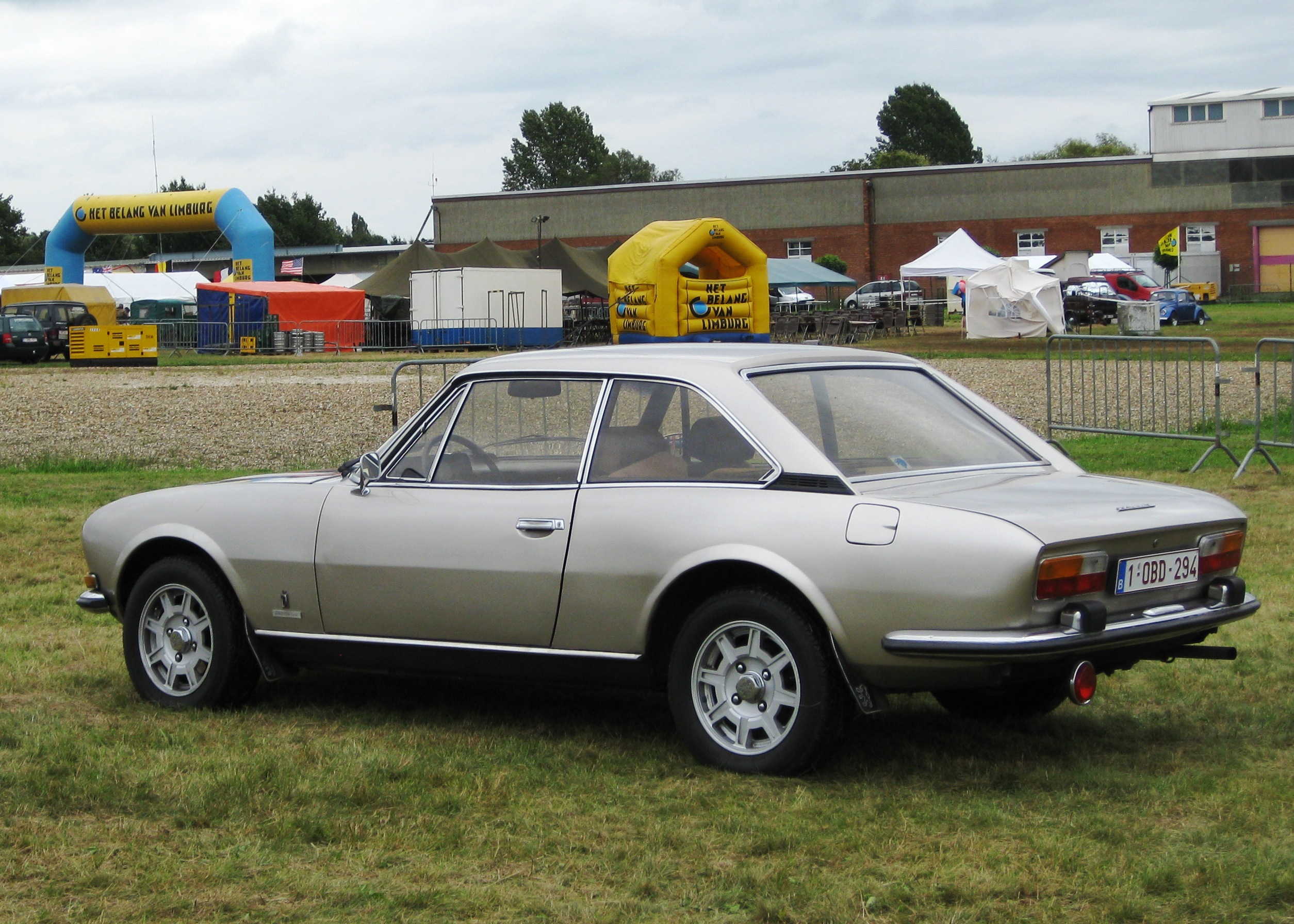
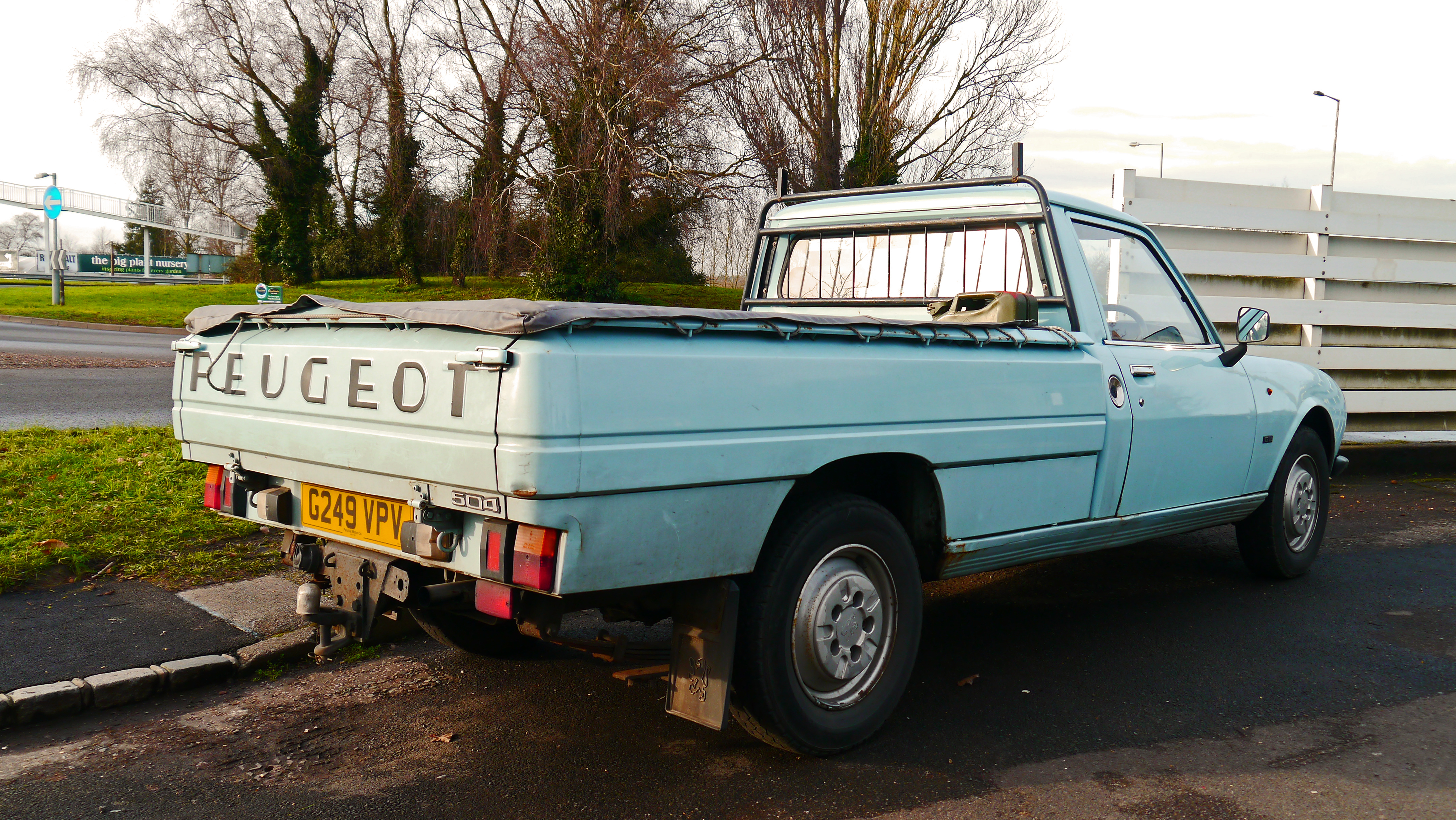
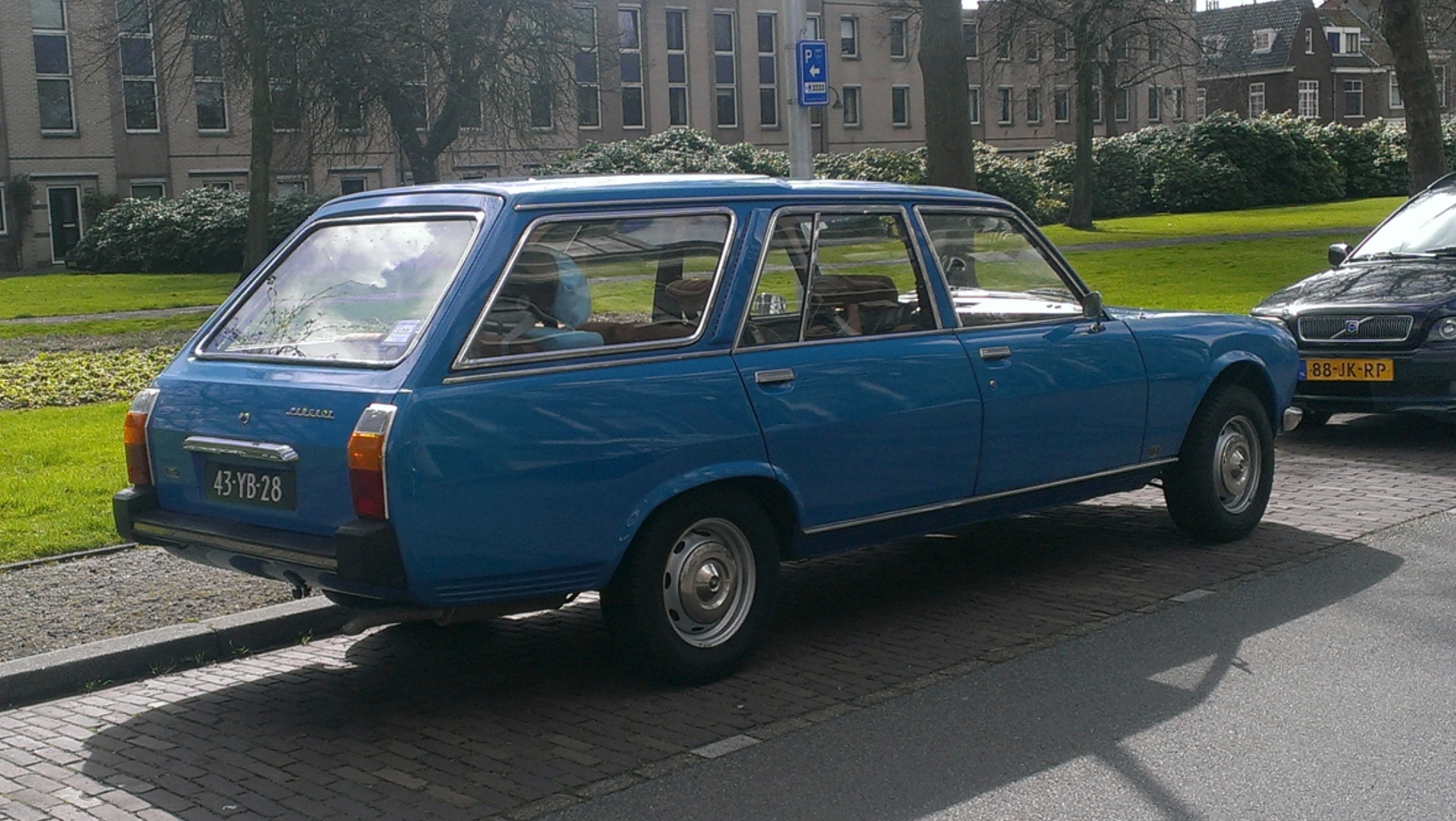